# Simó apòstol
Simó (en arameu שמעון "que escolta",Shim‘on i en grec Συμεών Symeon) conegut com a Sant Simó, Simó el Zelota o Simó el Cananeu (Canà?, Galilea, 13 aC? - Egipte, 107 o Suanis (Pèrsia), 62?) fou, segons el Nou Testament, un zelota i un dels Dotze Apòstols de Jesús de Natzaret. Se'n sap molt poc, a banda del seu nom.
El seu nom apareix en totes les llistes d'apòstols dels evangelis i els Fets dels apòstols, sense més detalls.
| « | Simó, que també s'anomenà Pere, Andreu son germà, Jaume, Joan, Felip, Bartomeu, Mateu, Tomàs, Jaume d'Alfeu, Simó que era anomenat Zelota, Judes de Jaume i Judes Iscariot, que fou el traïdor. | » |
| — | |   |

Per distingir-lo de Simó Pere, va ser anomenat el Cananeu o el Zelota. Els dos noms deriven del terme hebreu qana, que indica el moviment polític dels zelotes i que va ser traduït erròniament com a "provinent de Canà" o "de Canaan". Sembla que Simó pertanyia al grup de zelotes que lluitaven per la independència d'Israel quan s'uní al grup de Jesucrist.
Al Nou Testament Simó el Zelota mai no s'identifica amb Simó, el germà de Jesús citat a l'Evangeli segons Marc, 6 3. Aquest germà seria Simó de Jerusalem, que la tradició considera el segon bisbe de Jerusalem, després de son germà Jaume el Just.

## Tradicions posteriors
Simó ha estat sovint associat a Judes Tadeu en el culte; tots dos són celebrats el dia 28 d'octubre. Segons la tradició més coneguda, recollida a la Llegenda àuria, tots dos van anar junts a evangelitzar Pèrsia i Armènia, on van ser martiritzats.
Altres tradicions en parlen només de Simó. Segons algunes, va predicar a Orient Mitjà i l'Àfrica. Els cristians etíops diuen que havia estat crucificat a Samària, mentre que Justus Lipsius diu que havia estat asserrat a Suanir, a Pèrsia. Moisès de Corene escriu que va morir a Weriosfora, a la Ibèria del Caucas. Una altra tradició el fa morir pacíficament a Edessa. Finalment, una altra tradició diu que va visitar Britànnia, concretament Glastonbury, essent martiritzat a Lincolnshire. A partir del seu apel·latiu de "zelota", també s'ha dit que va participar en la Primera Guerra Judeoromana contra l'Imperi Romà.

### Folklore a Catalunya
El dia de Sant Simó es fa un aplec popular a l'ermita de Sant Simó de Mataró, que és la festa major petita de la ciutat. S'elabora el Sabre de Sant Simó, una peça de pastisseria de pasta de tortell amb forma d'espasa i farcida amb fruita confitada, cabell d'àngel o ametlles que es ven a les parades de l'ermita. La festa s'allarga tot el cap de setmana i compta amb la presència de gegants, castellers, animació infantil i música i balls per a tothom.

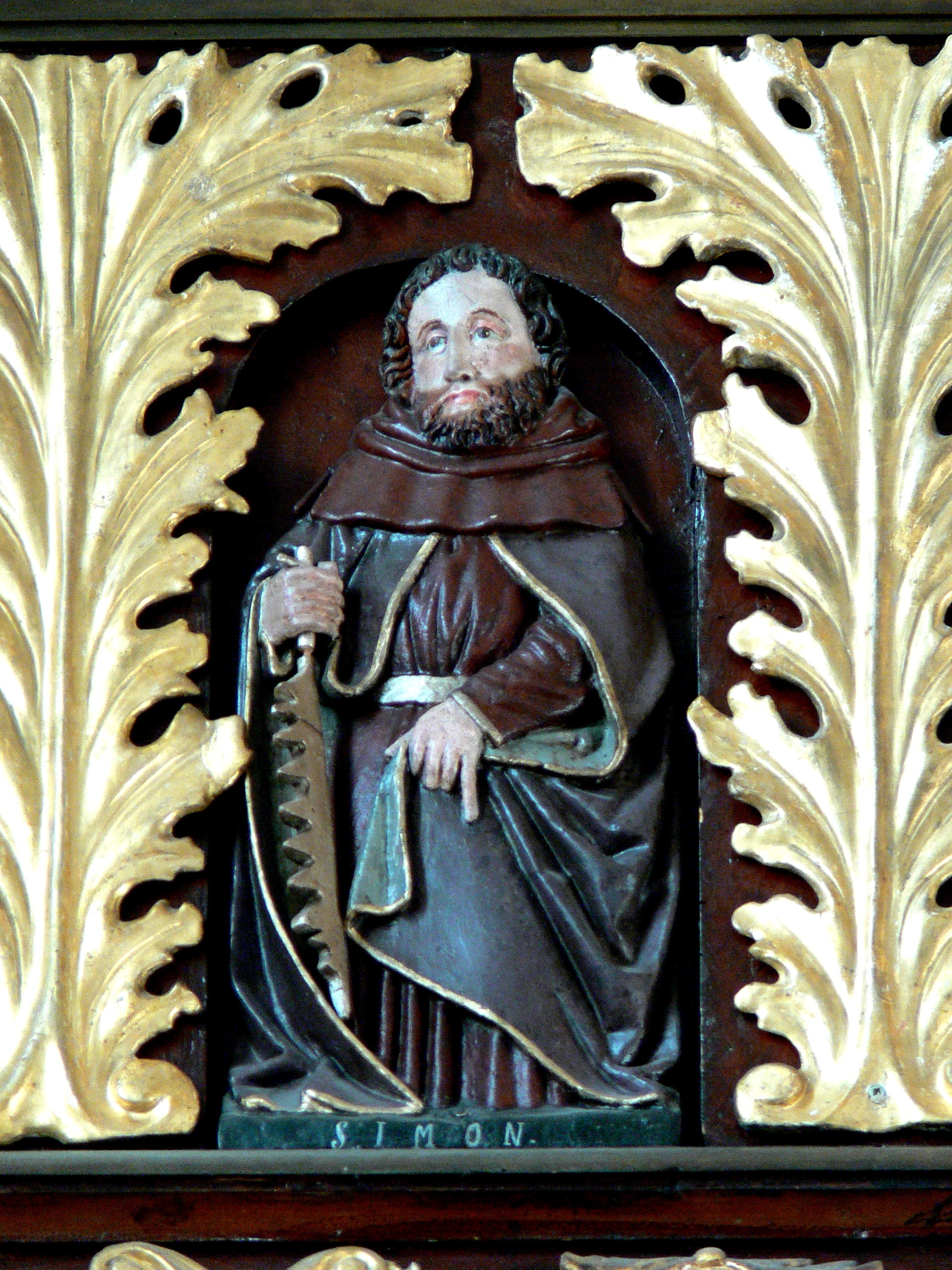
Talla a Neufelden, 1500
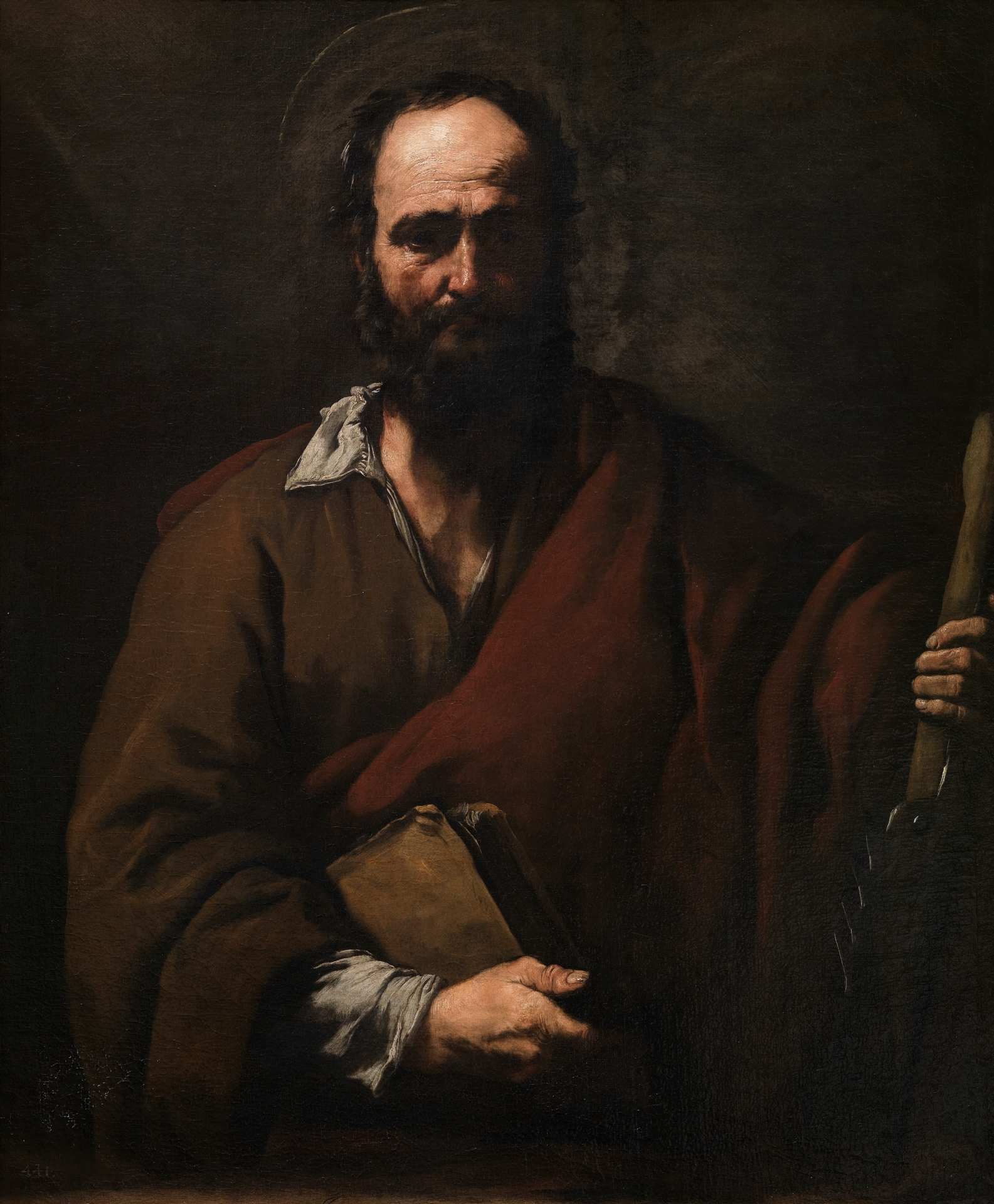
Pintura de Josep de Ribera, 1630 (Madrid, Prado)
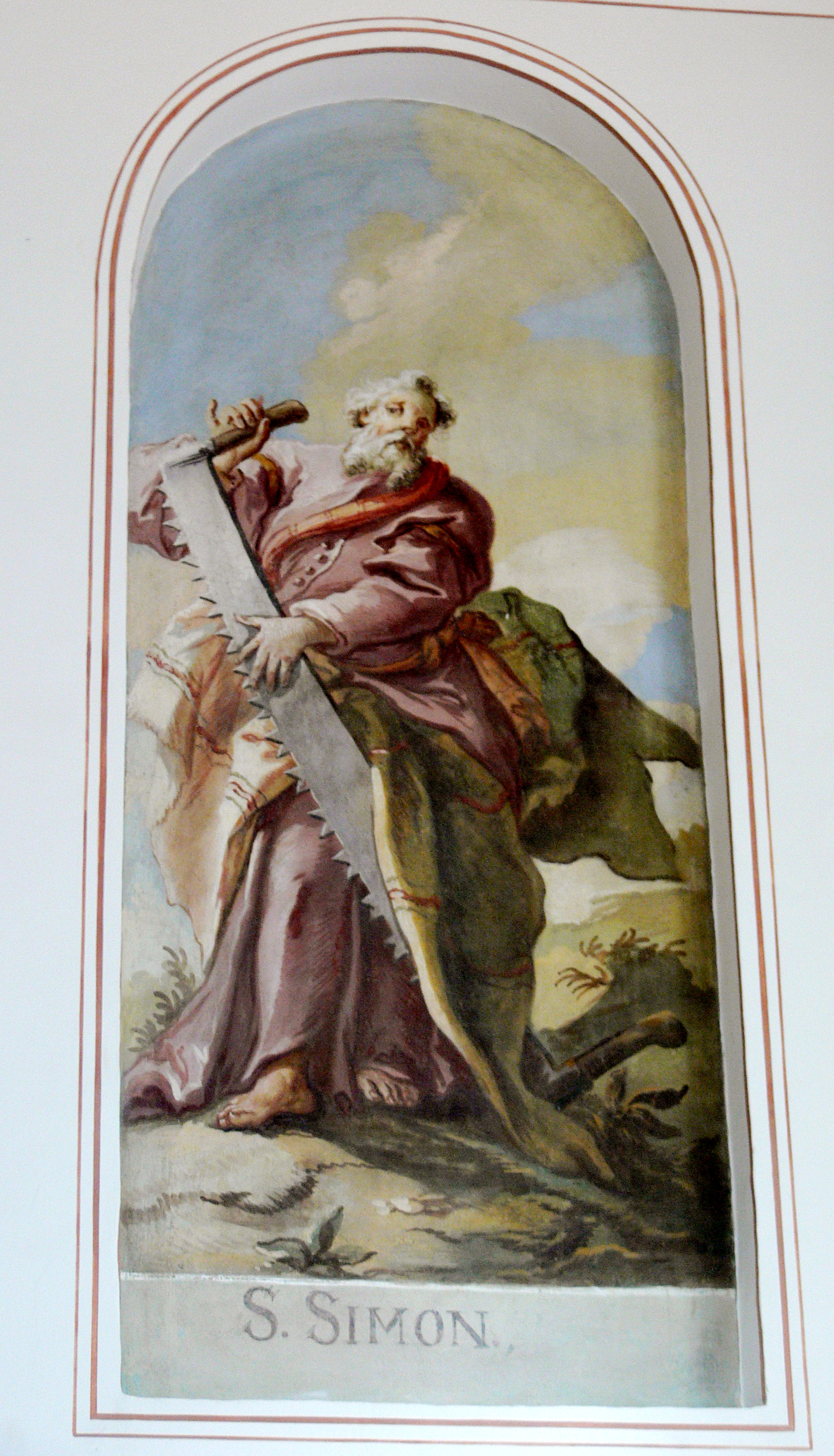
Pintura de Josef Anton Hafner, 1750 (Oberzell)
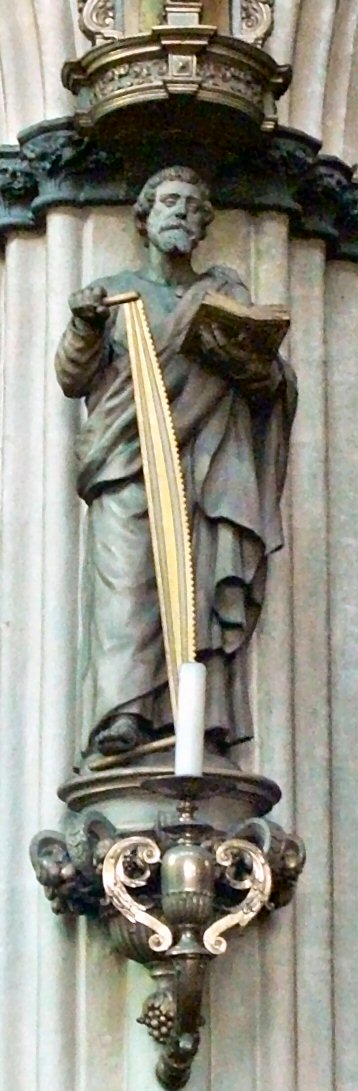
Escultura a N. Senyora de Bruges
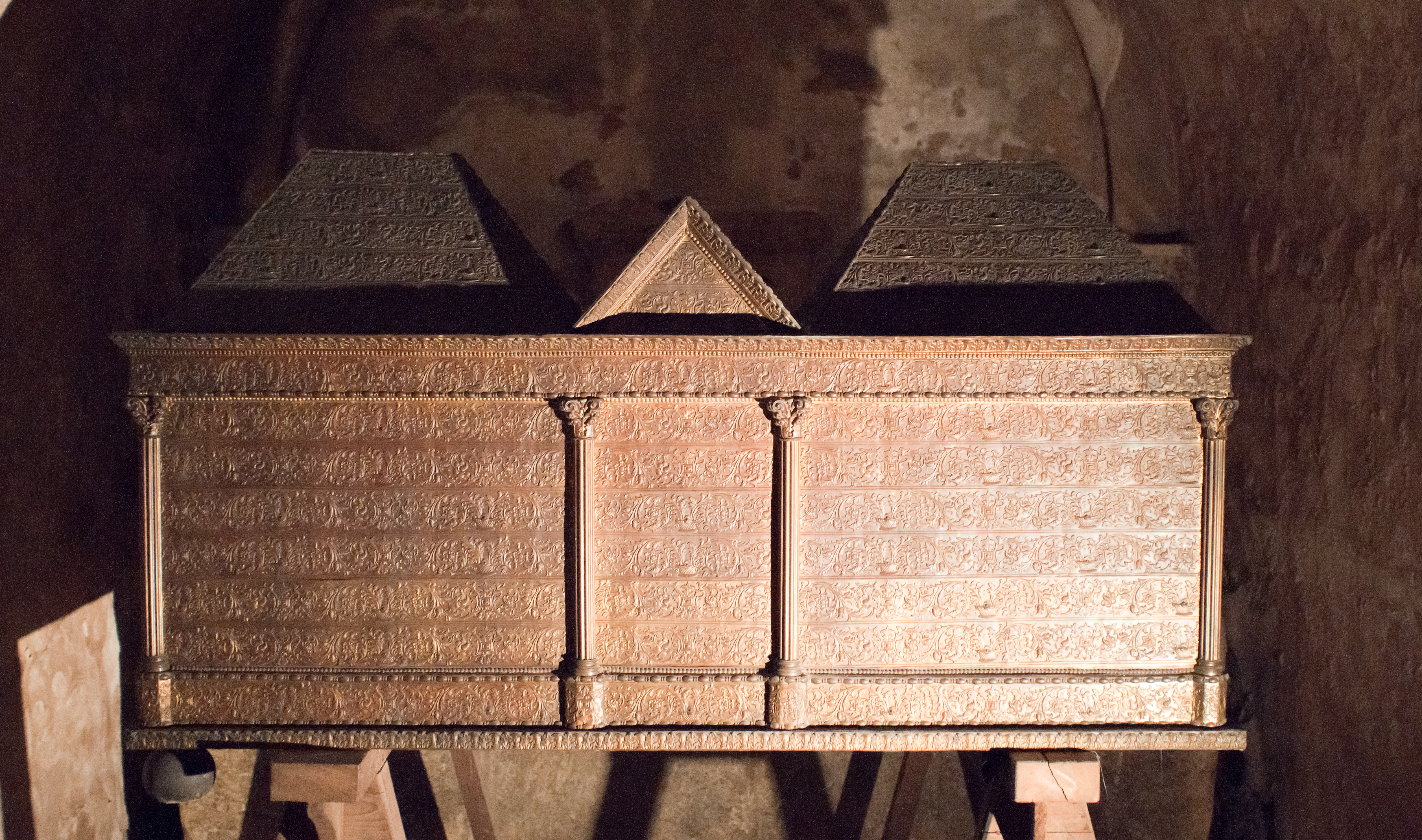
Urna de les relíquies dels sants Simó i Judes Tadeu, a Saint-Sernin